# Damiano Vannucci
Damiano Vannucci (Geleen, 30 luglio 1977) è un ex calciatore sammarinese, di ruolo difensore.

## Carriera
Vannucci gioca nel ruolo di difensore ma all'occorrenza può giocare anche come centrocampista.
Con 69 presenze all'attivò, maturate tra il 1996 e il 2012, è il secondo calciatore che è sceso più volte in campo con la maglia della propria Nazionale, dietro al solo Andy Selva.
Inoltre è preparatore atletico per la squadra juniores del San Marino Calcio.

## Statistiche

### Cronologia presenze e reti in nazionale
| Cronologia completa delle presenze e delle reti in nazionale ― San Marino | Cronologia completa delle presenze e delle reti in nazionale ― San Marino | Cronologia completa delle presenze e delle reti in nazionale ― San Marino | Cronologia completa delle presenze e delle reti in nazionale ― San Marino | Cronologia completa delle presenze e delle reti in nazionale ― San Marino | Cronologia completa delle presenze e delle reti in nazionale ― San Marino | Cronologia completa delle presenze e delle reti in nazionale ― San Marino | Cronologia completa delle presenze e delle reti in nazionale ― San Marino |
| Data                                                                      | Città                                                                     | In casa                                                                   | Risultato                                                                 | Ospiti                                                                    | Competizione                                                              | Reti                                                                      | Note                                                                      |
| ------------------------------------------------------------------------- | ------------------------------------------------------------------------- | ------------------------------------------------------------------------- | ------------------------------------------------------------------------- | ------------------------------------------------------------------------- | ------------------------------------------------------------------------- | ------------------------------------------------------------------------- | ------------------------------------------------------------------------- |
| 9-10-1996                                                                 | Serravalle                                                                | San Marino                                                                | 0 – 5                                                                     | Belgio                                                                    | Qual. Mondiali 1998                                                       | -                                                                         | 52’                                                                       |
| 2-3-1997                                                                  | Amsterdam                                                                 | Paesi Bassi                                                               | 4 – 0                                                                     | San Marino                                                                | Amichevole                                                                | -                                                                         | 78’                                                                       |
| 30-4-1997                                                                 | Serravalle                                                                | San Marino                                                                | 0 – 6                                                                     | Paesi Bassi                                                               | Qual. Mondiali 1998                                                       | -                                                                         |                                                                           |
| 7-6-1997                                                                  | Bruxelles                                                                 | Belgio                                                                    | 6 – 0                                                                     | San Marino                                                                | Qual. Mondiali 1998                                                       | -                                                                         | 25’                                                                       |
| 10-9-1997                                                                 | Serravalle                                                                | San Marino                                                                | 0 – 5                                                                     | Turchia                                                                   | Qual. Mondiali 1998                                                       | -                                                                         |                                                                           |
| 10-2-1999                                                                 | Limassol                                                                  | Cipro                                                                     | 4 – 0                                                                     | San Marino                                                                | Qual. Euro 2000                                                           | -                                                                         | 86’                                                                       |
| 28-4-1999                                                                 | Graz                                                                      | Austria                                                                   | 7 – 0                                                                     | San Marino                                                                | Qual. Euro 2000                                                           | -                                                                         |                                                                           |
| 5-6-1999                                                                  | Vila-real                                                                 | Spagna                                                                    | 9 – 0                                                                     | San Marino                                                                | Qual. Euro 2000                                                           | -                                                                         | 89’                                                                       |
| 28-2-2001                                                                 | Bruxelles                                                                 | Belgio                                                                    | 10 – 1                                                                    | San Marino                                                                | Qual. Mondiali 2002                                                       | -                                                                         | 78’                                                                       |
| 28-3-2001                                                                 | Glasgow                                                                   | Scozia                                                                    | 4 – 0                                                                     | San Marino                                                                | Qual. Mondiali 2002                                                       | -                                                                         | 70’                                                                       |
| 25-4-2001                                                                 | Riga                                                                      | Lettonia                                                                  | 1 – 1                                                                     | San Marino                                                                | Qual. Mondiali 2002                                                       | -                                                                         |                                                                           |
| 2-6-2001                                                                  | Varaždin                                                                  | Croazia                                                                   | 4 – 0                                                                     | San Marino                                                                | Qual. Mondiali 2002                                                       | -                                                                         |                                                                           |
| 6-6-2001                                                                  | Serravalle                                                                | San Marino                                                                | 1 – 4                                                                     | Belgio                                                                    | Qual. Mondiali 2002                                                       | -                                                                         |                                                                           |
| 21-5-2002                                                                 | Serravalle                                                                | San Marino                                                                | 0 – 1                                                                     | Estonia                                                                   | Amichevole                                                                | -                                                                         | 56’                                                                       |
| 7-9-2002                                                                  | Serravalle                                                                | San Marino                                                                | 0 – 2                                                                     | Polonia                                                                   | Qual. Euro 2004                                                           | -                                                                         | 82’                                                                       |
| 16-10-2002                                                                | Budapest                                                                  | Ungheria                                                                  | 3 – 0                                                                     | San Marino                                                                | Qual. Euro 2004                                                           | -                                                                         | 68’                                                                       |
| 20-11-2002                                                                | Serravalle                                                                | San Marino                                                                | 0 – 1                                                                     | Lettonia                                                                  | Qual. Euro 2004                                                           | -                                                                         |                                                                           |
| 2-4-2003                                                                  | Ostrowiec Świętokrzyski                                                   | Polonia                                                                   | 5 – 0                                                                     | San Marino                                                                | Qual. Euro 2004                                                           | -                                                                         |                                                                           |
| 30-4-2003                                                                 | Riga                                                                      | Lettonia                                                                  | 3 – 0                                                                     | San Marino                                                                | Qual. Euro 2004                                                           | -                                                                         |                                                                           |
| 7-6-2003                                                                  | Serravalle                                                                | San Marino                                                                | 0 – 6                                                                     | Svezia                                                                    | Qual. Euro 2004                                                           | -                                                                         |                                                                           |
| 11-6-2003                                                                 | Serravalle                                                                | San Marino                                                                | 0 – 5                                                                     | Ungheria                                                                  | Qual. Euro 2004                                                           | -                                                                         |                                                                           |
| 20-8-2003                                                                 | Vaduz                                                                     | Liechtenstein                                                             | 2 – 2                                                                     | San Marino                                                                | Amichevole                                                                | -                                                                         | 63’                                                                       |
| 6-9-2003                                                                  | Göteborg                                                                  | Svezia                                                                    | 5 – 0                                                                     | San Marino                                                                | Qual. Euro 2004                                                           | -                                                                         |                                                                           |
| 28-4-2004                                                                 | Serravalle                                                                | San Marino                                                                | 1 – 0                                                                     | Liechtenstein                                                             | Amichevole                                                                | -                                                                         | 53’                                                                       |
| 4-9-2004                                                                  | Serravalle                                                                | San Marino                                                                | 0 – 3                                                                     | Serbia e Montenegro                                                       | Qual. Mondiali 2006                                                       | -                                                                         |                                                                           |
| 8-9-2004                                                                  | Kaunas                                                                    | Lituania                                                                  | 4 – 0                                                                     | San Marino                                                                | Qual. Mondiali 2006                                                       | -                                                                         | 40’ 82’                                                                   |
| 13-10-2004                                                                | Belgrado                                                                  | Serbia e Montenegro                                                       | 5 – 0                                                                     | San Marino                                                                | Qual. Mondiali 2006                                                       | -                                                                         |                                                                           |
| 17-11-2004                                                                | Serravalle                                                                | San Marino                                                                | 0 – 1                                                                     | Lituania                                                                  | Qual. Mondiali 2006                                                       | -                                                                         |                                                                           |
| 9-2-2005                                                                  | Almeria                                                                   | Spagna                                                                    | 5 – 0                                                                     | San Marino                                                                | Qual. Mondiali 2006                                                       | -                                                                         |                                                                           |
| 30-3-2005                                                                 | Serravalle                                                                | San Marino                                                                | 1 – 2                                                                     | Belgio                                                                    | Qual. Mondiali 2006                                                       | -                                                                         |                                                                           |
| 4-6-2005                                                                  | Serravalle                                                                | San Marino                                                                | 1 – 3                                                                     | Bosnia ed Erzegovina                                                      | Qual. Mondiali 2006                                                       | -                                                                         |                                                                           |
| 8-10-2005                                                                 | Zenica                                                                    | Bosnia ed Erzegovina                                                      | 3 – 0                                                                     | San Marino                                                                | Qual. Mondiali 2006                                                       | -                                                                         |                                                                           |
| 12-10-2005                                                                | Serravalle                                                                | San Marino                                                                | 0 – 6                                                                     | Spagna                                                                    | Qual. Mondiali 2006                                                       | -                                                                         |                                                                           |
| 16-8-2006                                                                 | Serravalle                                                                | San Marino                                                                | 0 – 3                                                                     | Albania                                                                   | Amichevole                                                                | -                                                                         | 46’                                                                       |
| 6-9-2006                                                                  | Serravalle                                                                | San Marino                                                                | 0 – 13                                                                    | Germania                                                                  | Qual. Euro 2008                                                           | -                                                                         | 68’                                                                       |
| 7-10-2006                                                                 | Liberec                                                                   | Rep. Ceca                                                                 | 7 – 0                                                                     | San Marino                                                                | Qual. Euro 2008                                                           | -                                                                         |                                                                           |
| 15-11-2006                                                                | Dublino                                                                   | Irlanda                                                                   | 5 – 0                                                                     | San Marino                                                                | Qual. Euro 2008                                                           | -                                                                         | 72’                                                                       |
| 7-2-2007                                                                  | Serravalle                                                                | San Marino                                                                | 1 – 2                                                                     | Irlanda                                                                   | Qual. Euro 2008                                                           | -                                                                         | 77’                                                                       |
| 2-6-2007                                                                  | Norimberga                                                                | Germania                                                                  | 6 – 0                                                                     | San Marino                                                                | Qual. Euro 2008                                                           | -                                                                         |                                                                           |
| 22-8-2007                                                                 | Serravalle                                                                | San Marino                                                                | 0 – 1                                                                     | Cipro                                                                     | Qual. Euro 2008                                                           | -                                                                         |                                                                           |
| 8-9-2007                                                                  | Serravalle                                                                | San Marino                                                                | 0 – 3                                                                     | Rep. Ceca                                                                 | Qual. Euro 2008                                                           | -                                                                         | 31’, 64’                                                                  |
| 12-9-2007                                                                 | Strovolos                                                                 | Cipro                                                                     | 3 – 0                                                                     | San Marino                                                                | Qual. Euro 2008                                                           | -                                                                         |                                                                           |
| 13-10-2007                                                                | Dubnica nad Váhom                                                         | Slovacchia                                                                | 7 – 0                                                                     | San Marino                                                                | Qual. Euro 2008                                                           | -                                                                         | cap.                                                                      |
| 17-10-2007                                                                | Serravalle                                                                | San Marino                                                                | 1 – 2                                                                     | Galles                                                                    | Qual. Euro 2008                                                           | -                                                                         | 76’                                                                       |
| 21-11-2007                                                                | Serravalle                                                                | San Marino                                                                | 0 – 5                                                                     | Slovacchia                                                                | Qual. Euro 2008                                                           | -                                                                         | 52’                                                                       |
| 10-9-2008                                                                 | Serravalle                                                                | San Marino                                                                | 0 – 2                                                                     | Polonia                                                                   | Qual. Mondiali 2010                                                       | -                                                                         | 45+1’                                                                     |
| 11-10-2008                                                                | Serravalle                                                                | San Marino                                                                | 1 – 3                                                                     | Slovacchia                                                                | Qual. Mondiali 2010                                                       | -                                                                         |                                                                           |
| 15-10-2008                                                                | Belfast                                                                   | Irlanda del Nord                                                          | 4 – 0                                                                     | San Marino                                                                | Qual. Mondiali 2010                                                       | -                                                                         |                                                                           |
| 19-11-2008                                                                | Serravalle                                                                | San Marino                                                                | 0 – 3                                                                     | Rep. Ceca                                                                 | Qual. Mondiali 2010                                                       | -                                                                         | cap. 31’                                                                  |
| 11-2-2009                                                                 | Serravalle                                                                | San Marino                                                                | 0 – 3                                                                     | Irlanda del Nord                                                          | Qual. Mondiali 2010                                                       | -                                                                         | cap.                                                                      |
| 1-4-2009                                                                  | Kielce                                                                    | Polonia                                                                   | 10 – 0                                                                    | San Marino                                                                | Qual. Mondiali 2010                                                       | -                                                                         | 46’                                                                       |
| 6-6-2009                                                                  | Bratislava                                                                | Slovacchia                                                                | 7 – 0                                                                     | San Marino                                                                | Qual. Mondiali 2010                                                       | -                                                                         |                                                                           |
| 12-8-2009                                                                 | Maribor                                                                   | Slovenia                                                                  | 5 – 0                                                                     | San Marino                                                                | Qual. Mondiali 2010                                                       | -                                                                         | cap. 66’                                                                  |
| 9-9-2009                                                                  | Uherské Hradiště                                                          | Rep. Ceca                                                                 | 7 – 0                                                                     | San Marino                                                                | Qual. Mondiali 2010                                                       | -                                                                         | 75’                                                                       |
| 3-9-2010                                                                  | Serravalle                                                                | San Marino                                                                | 0 – 5                                                                     | Paesi Bassi                                                               | Qual. Euro 2012                                                           | -                                                                         |                                                                           |
| 7-9-2010                                                                  | Malmö                                                                     | Svezia                                                                    | 6 – 0                                                                     | San Marino                                                                | Qual. Euro 2012                                                           | -                                                                         |                                                                           |
| 8-10-2010                                                                 | Budapest                                                                  | Ungheria                                                                  | 8 – 0                                                                     | San Marino                                                                | Qual. Euro 2012                                                           | -                                                                         | cap.                                                                      |
| 12-10-2010                                                                | Serravalle                                                                | San Marino                                                                | 0 – 2                                                                     | Moldavia                                                                  | Qual. Euro 2012                                                           | -                                                                         | cap.                                                                      |
| 17-11-2010                                                                | Helsinki                                                                  | Finlandia                                                                 | 8 – 0                                                                     | San Marino                                                                | Qual. Euro 2012                                                           | -                                                                         | 72’                                                                       |
| 9-2-2011                                                                  | Serravalle                                                                | San Marino                                                                | 0 – 1                                                                     | Liechtenstein                                                             | Amichevole                                                                | -                                                                         | cap.                                                                      |
| 3-6-2011                                                                  | Serravalle                                                                | San Marino                                                                | 0 – 1                                                                     | Finlandia                                                                 | Qual. Euro 2012                                                           | -                                                                         |                                                                           |
| 7-6-2011                                                                  | Serravalle                                                                | San Marino                                                                | 0 – 3                                                                     | Ungheria                                                                  | Qual. Euro 2012                                                           | -                                                                         |                                                                           |
| 2-9-2011                                                                  | Eindhoven                                                                 | Paesi Bassi                                                               | 11 – 0                                                                    | San Marino                                                                | Qual. Euro 2012                                                           | -                                                                         |                                                                           |
| 6-9-2011                                                                  | Serravalle                                                                | San Marino                                                                | 0 – 5                                                                     | Svezia                                                                    | Qual. Euro 2012                                                           | -                                                                         |                                                                           |
| 10-11-2011                                                                | Chișinău                                                                  | Moldavia                                                                  | 4 – 0                                                                     | San Marino                                                                | Qual. Euro 2012                                                           | -                                                                         |                                                                           |
| 14-8-2012                                                                 | Serravalle                                                                | San Marino                                                                | 2 – 3                                                                     | Malta                                                                     | Qual. Euro 2012                                                           | -                                                                         |                                                                           |
| 11-9-2012                                                                 | Serravalle                                                                | San Marino                                                                | 0 – 6                                                                     | Montenegro                                                                | Qual. Mondiali 2014                                                       | -                                                                         | 83’                                                                       |
| 16-10-2012                                                                | Serravalle                                                                | San Marino                                                                | 0 – 2                                                                     | Moldavia                                                                  | Qual. Mondiali 2014                                                       | -                                                                         | 46’                                                                       |
| 14-11-2012                                                                | Podgorica                                                                 | Montenegro                                                                | 3 – 0                                                                     | San Marino                                                                | Qual. Mondiali 2014                                                       | -                                                                         | cap.                                                                      |
| Totale                                                                    |                                                                           | Presenze (2º posto)                                                       | 69                                                                        |                                                                           | Reti                                                                      | 0                                                                         |                                                                           |

## Palmarès

### Calciatore
- Coppa Titano: 3

Libertas: 2006
Juvenes Dogana: 2011
La Fiorita: 2012

### Individuale
- Premio Pallone di Cristallo: 1

2006